# Eden Alene
Eden Alene (héberül: עדן אלנה, amharául: ኤደን አለነ) (Jeruzsálem, 2000. május 7. – ) izraeli énekesnő etióp felmenőkkel. Ő képviselte volna Izraelt a 2020-as Eurovíziós Dalfesztiválon, majd képviseli ténylegesen 2021-ben.

## Magánélete
Eden Jeruzsálem Katamon kerületében született. Etióp származású szülei Izraelbe emigráltak át. Mikor két éves volt, szülei elváltak, azóta nem látta édesapját. Kiskorában kórusban énekelt és 11 éven keresztül balettet tanult.

## Zenei karrierje
2017-ben jelentkezett az izraeli X Factor harmadik évadába, amelyet 2018 januárjában sikerült megnyernie.
2018 decemberében jelent meg első szólódala, a Better.
2019-ben pedig a Rising Star tehetségkutató hetedik évadában tűnt fel. A 2020. február 4-i döntőben végül őt jelentették ki győztesként, így ő képviselhette volna Izraelt a 2020-as Eurovíziós Dalfesztiválon. Versenydalát, a Feker libi-t, 2020. március 3-án választották ki, egy erre az alkalomra megrendezett dalválasztó show keretein beléül. A dalt az előzetes sorsolás alapján először a május 12-i első elődöntő második felében adták volna elő, azonban március 18-án az Európai Műsorsugárzók Uniója bejelentette, hogy 2020-ban nem tudják megrendezni a versenyt a COVID–19-koronavírus-világjárvány miatt. Az izraeli műsorsugárzó jóvoltából az énekesnő lehetőséget kapott az ország képviseletére a következő évben egy új versenydallal. Versenydalát, a Set Me Free-t 2021. január 25-én választották ki.

## Diszkográfia

### Stúdiólbumok
- HaShir HaBa L'Eurovizion (2020)

### Kislemezek
- Better (2018)
- When It Comes to You (2019)
- Feker libi (2020)
- Set Me Free (2021)
- La La Love (2021)
- Ue La La (2021)

### Közreműködések
- Mh Ath Ewb (2020, Shlomi Shabat)